# Troglohyphantes dalmaticus
Troglohyphantes dalmaticus is een spinnensoort in de taxonomische indeling van de hangmatspinnen (Linyphiidae).
Het dier behoort tot het geslacht Troglohyphantes. De wetenschappelijke naam van de soort werd voor het eerst geldig gepubliceerd in 1914 door Wladislaus Kulczynski.